# Eymeux
Eymeux – miejscowość i gmina we Francji, w regionie Owernia-Rodan-Alpy, w departamencie Drôme.
Według danych na rok 1990 gminę zamieszkiwało 510 osób, a gęstość zaludnienia wynosiła 52 osób/km² (wśród 2880 gmin regionu Rodan-Alpy Eymeux plasuje się na 1137. miejscu pod względem liczby ludności, natomiast pod względem powierzchni na miejscu 1136.).
Przez gminę przepływa rzeka Isère. 